# Vlag van Jalisco
De vlag van Jalisco toont het wapen van Jalisco centraal op een blauw-gouden achtergrond, waarbij de hoogte-breedteverhouding van de vlag net als die van de Mexicaanse vlag 4:7 is. De vlag is op 7 mei 2011 officieel aangenomen. Jalisco is sinds 2008 de eerste staat van Mexico met een officiële vlag, hoewel in sommige staten wel al niet-officiële vlaggen werden gehesen.
Op 14 september 2010 verrichtte het Staatscongres de protocollaire handeling van de wettelijke erkenning van de symbolen van de staat Jalisco in het Hospicio Cabañas in de stad Guadalajara, waar de auteurs van het volkslied en de vlag een prijs kregen uitgereikt ter ere van het tweehonderdjarig bestaan van Mexico. Na de ondertekening overhandigde de gouverneur van de staat de vlag van de staat Jalisco aan de wetgevende macht, die hem in zijn officiële nis plaatste.
De vlag van Jalisco, samen met de vlag van de staat Tlaxcala, de vlag van de staat Guanajuato en de vlag van de staat Yucatan, zijn de enige vier vlaggen die geen volledig wit veld hebben en verschillen van de nationale vlag.

## Geschiedenis

### Vlag van Nieuw-Galicië

Vlag van Nieuw-Galicië uit Guadalajara.

Vóór de Mexicaanse Onafhankelijkheidsoorlog stond het gebied wat nu Jalisco is bekend als Nieuw-Galicië. In Nieuw-Galicië werd een vlag gebruikt bestaande uit drie horizontale banen in de kleurencombinatie blauw-geel-blauw, met in het midden het wapen van het gebied. Opmerkelijk is dat zowel deze vlag als dit wapen tegenwoordig in gebruik is bij Guadalajara, de hoofdstad van Jalisco. Het wapen van Guadalajara lijkt sterk op het staatswapen, maar is veel ouder: het stadswapen werd exact 450 jaar vóór de aanname van het staatswapen (8 november 1539) verleend door keizer Karel V. Het ontwerp van het staatswapen is afwijkend om zo onderscheid te kunnen maken tussen de stads- en de staatsoverheid.

### Een eigen officiële vlag
Aan het eind van de jaren negentig van de 20e eeuw waren er in Jalisco serieuze plannen om als eerste Mexicaanse staat officieel een vlag aan te nemen die zowel als civiele vlag en als dienstvlag gebruikt zou mogen worden. Op 22 februari 2008 keurde het Congres van Jalisco waarmee det staat voor het eerst een officiële vlag kreeg.

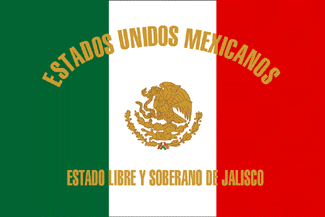
Vlag van Jalisco (1972–1998)
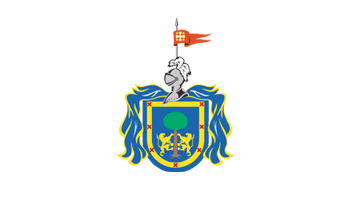
Vlag van Jalisco (1998-2008)
Vlag van Jalisco (2008-2011)

## Vlaggen van gemeenten

Vlag van Amatitán
Vlag van Atotonilco el Alto
Vlag van Autlán de Navarro
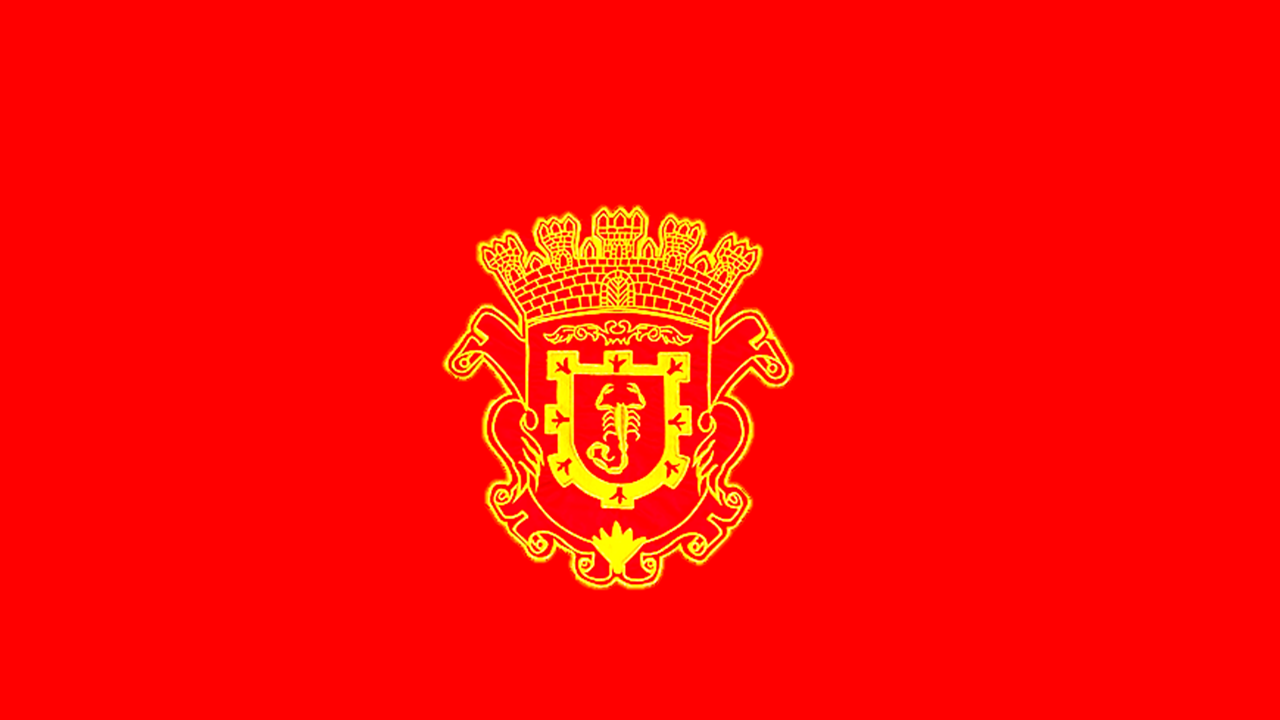
Vlag van Colotlán
Vlag van El Limón
Vlag van Guadalajara
Vlag van Tlaquepaque
Vlag van Zapopan